# Luchtwachttoren 3T1 - Koewacht

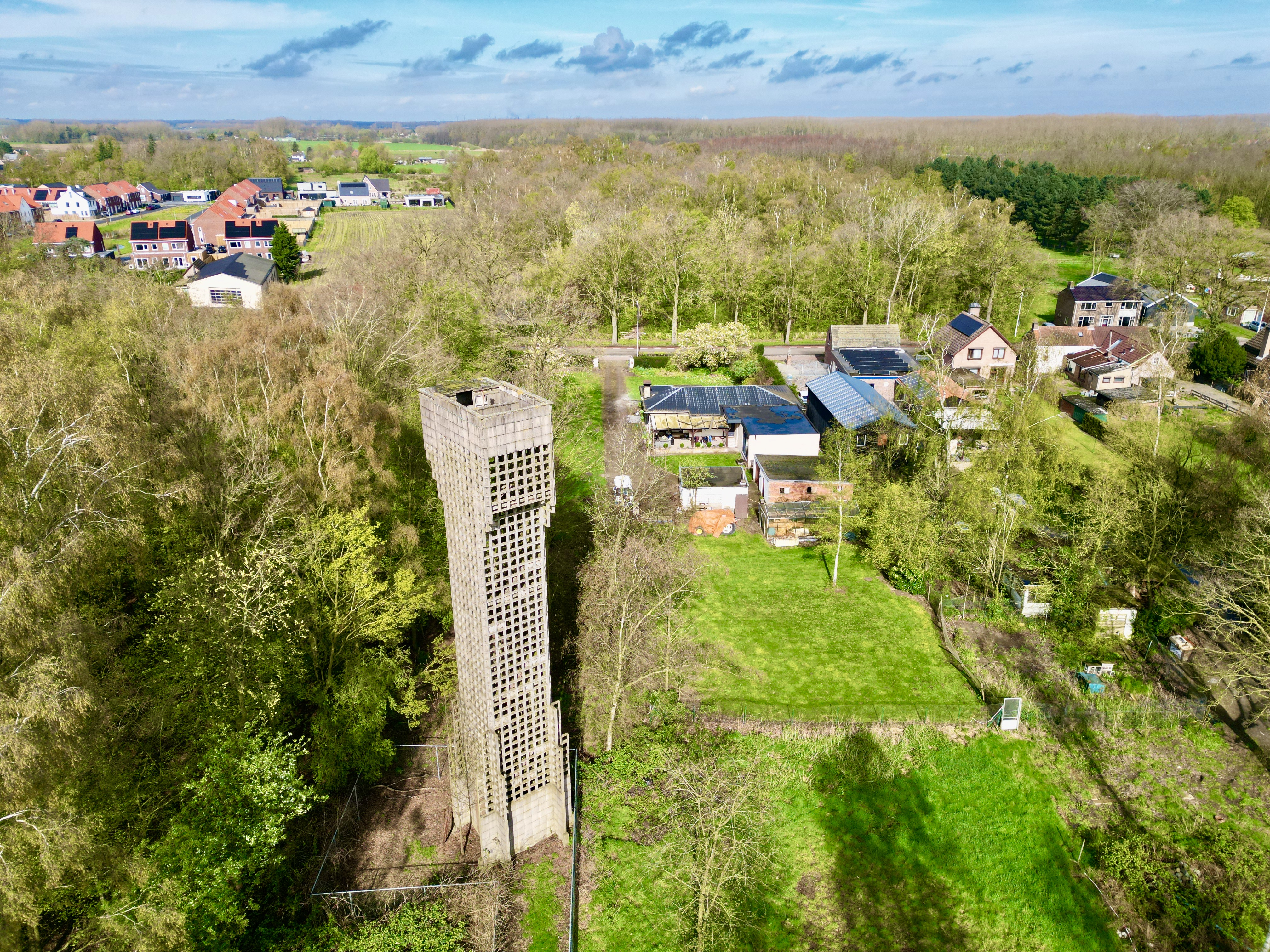
Luchtwachttoren 3T1 in Koewacht (dronebeeld)

De Luchtwachttoren 3T1 is een luchtwachttoren met postnummer 3T1 gelegen in het plaatsje Koewacht in de Nederlandse provincie Zeeland. Het is een gemeentelijk monument.

## Beschrijving
De toren is in 1952 gebouwd en was onderdeel van het landelijke netwerk van observatieposten van het Korps Luchtwachtdienst gedurende de Koude Oorlog. Het is een van de 19 nog resterende exemplaren. De toren staat in een bosschage tussen de Emmabaan en de Henry Dunantstraat in Koewacht. Destijds was het gebied nog open landbouwgebied, maar tegenwoordig is de omgeving bebouwd.
De toren is ontworpen door architect Marten Zwaagstra in samenwerking met Ad van der Steur en Willem Herman de Groot, in opdracht van het ministerie van Defensie. Het bouwwerk is geconstrueerd uit prefab betonnen raatbouwelementen en heeft een hoogte van 21,14 meter. Vanwege zijn grote hoogte is deze toren voorzien van steunberen. Het bouwwerk is van het type E1962. Bovenin bevindt zich een uitkijkplatform dat bestaat uit een open ruimte van 3 bij 3 meter met een 1,5 meter hoge borstwering. Manschappen konden bij gevaar dekking zoeken in een overdekte schuilnis aan de westzijde van het uitkijkplatform.
De toren in Koewacht vormde een zogenaamde luchtwachtkring (een observatiedriehoek) met de luchtwachttorens in Kloosterzande (postnummer 3T2) en Nieuw-Namen (postnummer 3T3). De toren in Kloosterzande is afgebroken. De waarnemers rapporteerden aan het luchtwachtcentrum in Breda.

## Na de opheffing
De toren is in gebruik geweest tot 1964, toen de luchtwachtdienst hier werd opgeheven. De toren is een tijd in particuliere handen geweest, maar kwam in eigendom van de gemeente Terneuzen die hem in 2010 op de gemeentelijke monumentenlijst heeft gezet. Een particuliere stichting zet zich sinds 2018 in voor restauratie van het object.
De toren is de hoogste nog bestaande luchtwachttoren en bevindt zich nagenoeg in authentieke staat. Het gebouw is echter niet meer toegankelijk; alle 15 houten trappen zijn zo goed als vergaan en betonrot heeft de aanhechting van bordessen aangetast.